# Scienziato pazzo

"Hanno riso delle mie teorie all'istituto! Stolti! Li distruggerò tutti!" Bianco, maschio, anziano, con denti sconnessi e capelli arruffati, magro, camice, occhiali, posa drammatica: un popolare stereotipo di scienziato pazzo.

Lo scienziato pazzo è un personaggio stereotipato della narrativa popolare e delle opere di finzione, che unisce in sè gli estremi opposti del rigore scientifico e dell'estro creativo più sfrenato.
Sia esso malvagio oppure buono, ma sbandato, folle, eccentrico o semplicemente maldestro, lo scienziato pazzo lavora spesso con tecnologia del tutto immaginaria allo scopo di portare avanti i suoi piani più o meno perversi o, in alternativa, non nota l'immoralità che deriva dall'hýbris, l'arroganza di «giocare a essere un dio».
Uno scienziato pazzo non è necessariamente un genio del male, malgrado i due stereotipi spesso si sovrappongano. È semplicemente uno scienziato che è ossessivamente coinvolto dai propri studi, e ha sviluppato deviazioni comportamentali, giudicate come eccentricità secondo i canoni comuni. Un genio del male è invece chi usa le proprie doti per scopi esplicitamente, consapevolmente malvagi e, in aggiunta, tende a sviluppare ambizioni su larga, larghissima scala (megalomania).
Lo scienziato pazzo può spesso rappresentare il perfetto alleato per il genio del male, il quale gli promette fondi illimitati per condurre le proprie ricerche. Lo scienziato, malgrado la sua ovvia intelligenza, è considerato in genere un intelletto molto specializzato e non necessariamente in grado di comprendere in una prospettiva etica l'uso che verrà fatto delle sue invenzioni.
A causa della recente diffusione della cultura geek, le rappresentazioni moderne di scienziati pazzi sono spesso satiriche e umoristiche, invece che critiche. Alcuni sono addirittura dei protagonisti, come Dexter nella serie di cartoni animati Il laboratorio di Dexter.

## Caratteristiche distintive

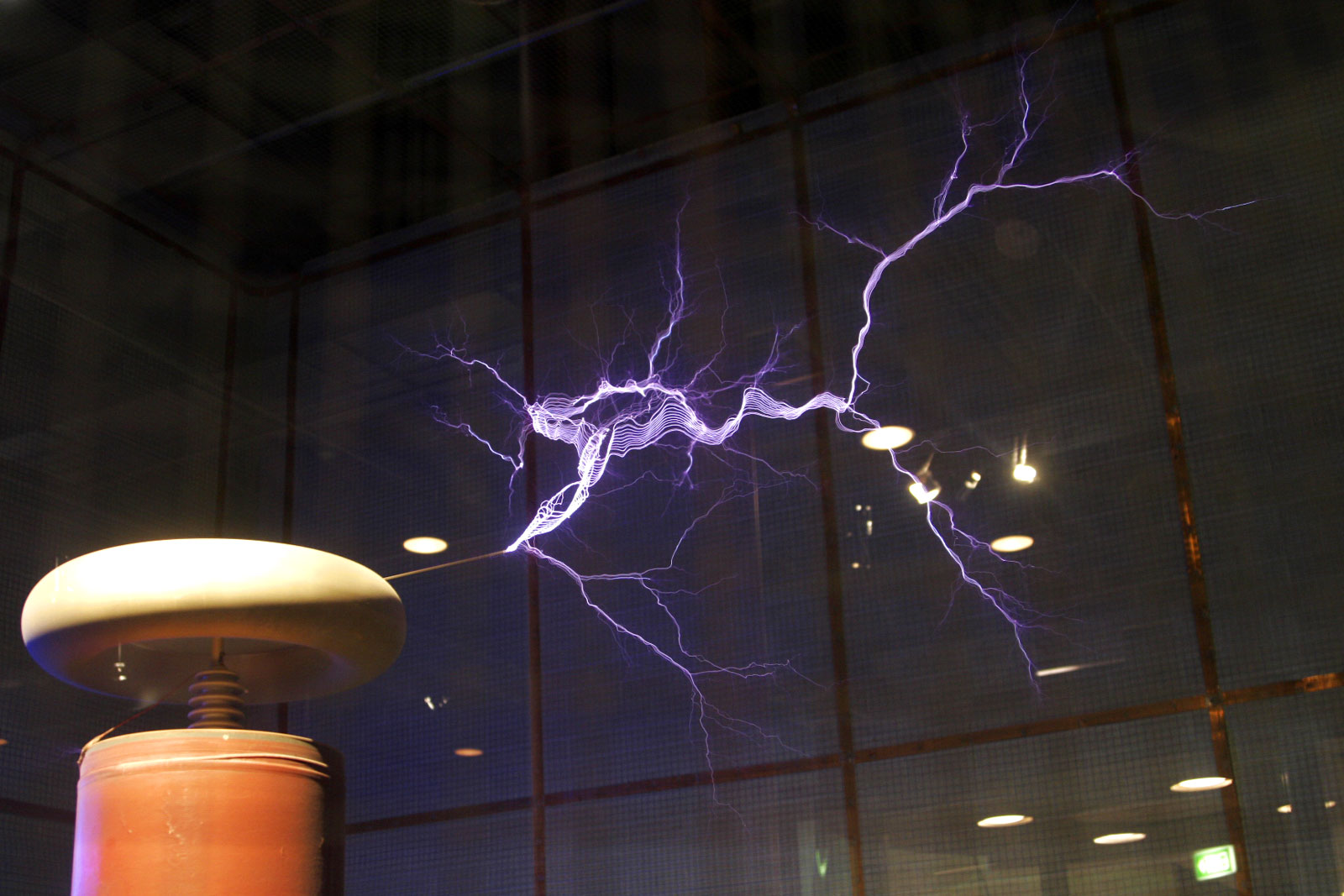
Una bobina di Tesla: è stata per lungo tempo tra i gadget tipici del laboratorio dello scienziato pazzo

Gli scienziati pazzi sono solitamente caratterizzati da un comportamento ossessivo e dall'impiego di metodi estremamente pericolosi o assai poco ortodossi. Sono spesso motivati dalla vendetta, nel tentativo di lavare un'onta reale o immaginaria, tipicamente connessa alle loro ricerche non ortodosse.
I loro laboratori spesso pullulano di bobine di Tesla, generatori di Van de Graaff, generatori di moto perpetuo e altre strani congegni elettronici dall'aspetto impressionante, o sono disseminati di provette e complicati apparati di distillazione, contenenti strani liquidi colorati la cui utilità è sconosciuta.
Altre peculiarità includono:
- Perseguire la ricerca scientifica senza curarsi delle implicazioni distruttive o addirittura etiche (come il violare il Codice di Norimberga)
- L'autosperimentazione[N 1]
- L'atteggiarsi a divinità, giocando con la natura
- La mancanza di relazioni interpersonali normali, spesso al punto di essere considerati eremiti o essere ostracizzati
- Il perpetuo modo di apparire non curato, o la deformità fisica, inclusa la negligenza verso mansioni basilari ma non interessanti
- Parlare con un accento tedesco o est-europeo. Questo, per le opere successive agli anni trenta, derivava dal fatto che molti scienziati dalla Germania e dall'Europa dell'est emigrarono negli Stati Uniti in due ondate: una prima della seconda guerra mondiale, comprendente rifugiati dal nazismo (come Albert Einstein), e l'altra dopo la guerra, comprendente rifugiati dall'Unione Sovietica ed in seguito all'Operazione Paperclip che portò negli Stati Uniti scienziati e tecnologie del III Reich[N 2] (come Wernher von Braun).
- Nei cattivi, la risata maniacale, messa in scena specialmente quando i loro esperimenti raggiungono il climax
- La presenza di un qualche titolo accademico, normalmente Dottore o Professore
- Sono, quasi immancabilmente, maschi bianchi; sono spesso avanti con l'età.[N 3]

Come archetipo narrativo, lo scienziato pazzo può essere visto come la rappresentazione della paura dell'ignoto, delle conseguenze che risultano quando l'umanità osa immischiarsi in "cose che è meglio lasciare dove stanno". Similarmente, la tendenza degli scienziati pazzi di arrogarsi il ruolo di Dio può essere un'estensione delle differenze tra la religione e la scienza, come esemplificato da argomenti come il dibattito sull'evoluzione, che è uno degli argomenti cari agli scienziati pazzi, che spesso creano bestie e mostri fantastici nei loro laboratori. Quando il mostro di Frankenstein fu creato, il suo artefice, Victor Frankenstein gridò: "Ora so come ci si sente ad essere Dio!". Questa frase fu considerata sufficientemente controversa da essere censurata dalla versione cinematografica del 1931 della storia.

## Storia

### Precursori

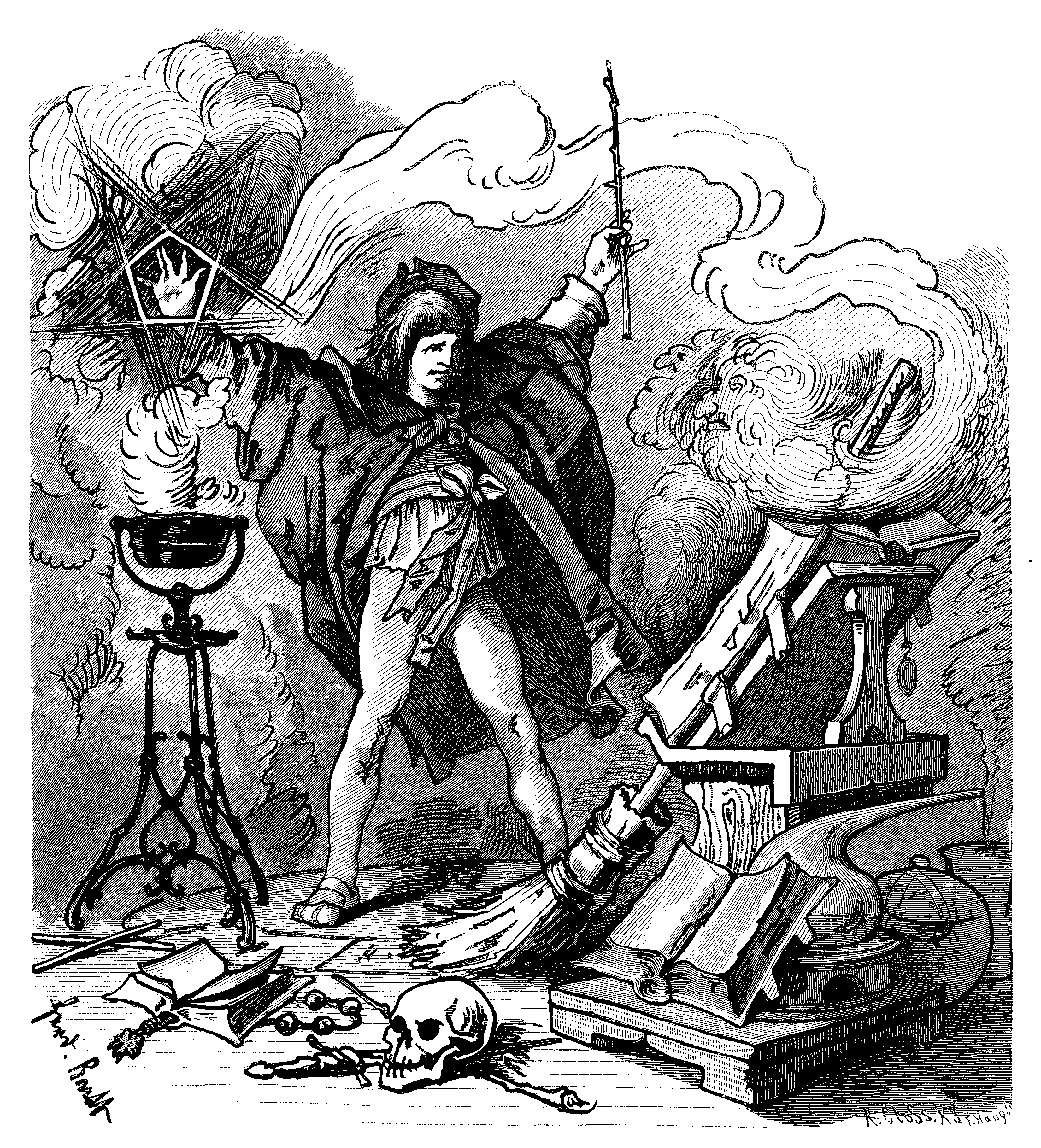
Illustrazione da L'apprendista stregone di Goethe

Fin dall'antichità, l'immaginazione popolare è ruotata attorno a figure archetipiche di chi aveva a che fare con conoscenze esoteriche. Maghi, sciamani e guaritori erano trattati con riverenza e paura per le loro supposte abilità di evocare belve e creare demoni. Condividevano molte delle caratteristiche percepite che sono state trasferite agli scienziati pazzi, come il comportamento eccentrico, l'esistenza da eremiti e l'abilità di creare la vita.
Nella mitologia occidentale la figura più vicina a quella di uno scienziato pazzo è forse quella di Dedalo, creatore del labirinto, in cui fu imprigionato dal re Minosse. Per sfuggire inventò due paia d'ali fatte di penne e cera d'api, una per sé ed una per il figlio Icaro. Mentre Dedalo era impegnato a raggiungere la salvezza, Icaro volò troppo vicino al sole, che sciolse la cera delle ali e lo precipitò in mare.
Si può individuare un prototipo più capriccioso dello scienziato pazzo nella commedia di Aristofane Le nuvole. In esso Socrate, un contemporaneo di Aristofane, è rappresentato mentre si trastulla con strani congegni ed esegue esperimenti incoerenti per determinare la natura di nuvole e cielo; egli presenta il suo metodo filosofico come mezzo per ingannare gli altri ed evitare le colpe, più vicino alle successive descrizioni dei suoi avversari, i Sofisti, che a quanto gli viene attribuito. Benché sia in disaccordo con le descrizioni fatte da Platone e Senofonte, due degli studenti di Socrate, è plausibile che la parodia di Socrate fatta da Aristofane sia più accurata dei loro panegirici. Uno degli studenti di Platone, Aristotele, è noto per essere stato uno sperimentalista, e potrebbe avere tratto il concetto dal maestro del proprio maestro. Si può trovare una parodia analoga di sperimentazione insana senza scopo nell'Accademia di Lagado ne I viaggi di Gulliver.
In seguito all'avvento del Cristianesimo, le credenze animistiche si indebolirono o sparirono nella cultura occidentale e nacque una nuova disciplina che si proponeva di manipolare la natura: l'alchimia. Gli alchimisti erano noti per il loro comportamento bizzarro, spesso generato da avvelenamento da mercurio come nel caso di Isaac Newton. Ambizioni a loro attribuite erano quella di creare l'homunculus, un essere artificiale antesignano dell'androide, e la pietra filosofale, una misteriosa sostanza in grado di trasmutare altri metalli in oro, oltre che conferire l'immortalità e l'onniscienza. L'alchimia decadde con l'avvento della scienza moderna e del metodo scientifico durante l'illuminismo.
Può essere considerato un precursore dello scienziato pazzo l'apprendista stregone (protagonista di una ballata scritta da Goethe nel 1797), che nel lessico letterario e giornalistico è una persona irresponsabile che applica metodi o tecniche che non è in grado di padroneggiare, col rischio di provocare danni irreparabili per la collettività.

### Nascita di scienza e fantascienza

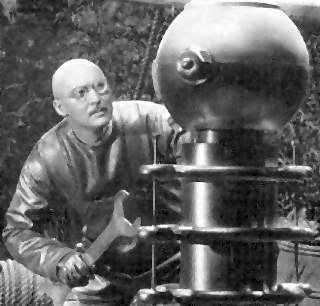
Lo scienziato pazzo dott. Alexander Thorkel (Albert Dekker) dal film Dr. Cyclops (1940)

Dal XIX secolo, il mito del genio solitario, inquieto e tormentato, idealizzato dalla cultura romantica come autore di scoperte e invenzioni, ma che degenera nella creazione di Frankenstein, ha contribuito a sviluppare rappresentazioni immaginarie della scienza che vacillano tra le nozioni di scienza come salvatrice della società e quelle della sua rovina. Conseguentemente, le rappresentazioni degli scienziati nella narrativa variavano tra il virtuoso ed il degenerato, tra il sobrio e il folle. Nel XX secolo, l'ottimismo per il progresso era l'attitudine più comune verso la scienza, ma sarebbero sorte delle ansietà latenti circa lo scomodare "i segreti della natura" per via del ruolo sempre più di primo piano che la scienza si stava conquistando nelle tecnologie legate alla guerra.
Lo scienziato pazzo per antonomasia nella narrativa fu il dottor Victor Frankenstein, creatore del cosiddetto mostro di Frankenstein (la creatura), che fece la sua prima apparizione nel 1818 nel romanzo Frankenstein, o il Prometeo moderno di Mary Wollstonecraft Shelley. Sebbene Victor Frankenstein fosse un personaggio positivo, nel romanzo della Shelley è presente l'elemento critico del condurre esperimenti proibiti che valicano "limiti che non dovrebbero essere valicati". Frankenstein inoltre era stato educato sia come alchimista che come scienziato moderno, rendendolo l'anello di congiunzione tra due ere di un archetipo in evoluzione. Il suo mostro è, essenzialmente, l'homunculus di una nuova forma di letteratura, la fantascienza.
Jules Verne nel romanzo I cinquecento milioni della Bégum del 1879 rappresenta un conflitto senza esclusione di colpi tra due scienziati, entrambi impegnati a costruire la propria città ideale: un medico filantropo francese e un tecnocrate militarista tedesco; quest'ultimo inventa vere e proprie armi di distruzione di massa e anticipa molte caratteristiche che saranno tipiche del villain cinematografico.
Lo stereotipo dello scienziato che sperimenta su se stesso, provocando la propria rovina, è ben rappresentato ne L'uomo invisibile, un classico racconto di Herbert George Wells pubblicato nel 1895. In esso un promettente fisico del XIX secolo, ignorato dai suoi conterranei, si dedica anima e corpo a realizzare il suo sogno: sviluppare una nuova scoperta che gli dia la ricchezza e il rispetto che non possiede. Inventato un procedimento per donare l'invisibilità, lo applica anche su se stesso, scoprendo presto che essere invisibile a tutti comporta una serie di insospettabili problemi. Spintosi ormai troppo oltre ogni remora etica, vittima di un delirio criminale, l'uomo invisibile è destinato ad essere braccato e infine ucciso.
Analogo è Lo strano caso del dottor Jekyll e del signor Hyde (Strange Case of Dr. Jekyll and Mr. Hyde, 1886) che viene considerata l'opera più importante di Robert Louis Stevenson ed uno dei classici della letteratura fantastica. Narra di uno scienziato che sperimenta su se stesso una pozione in grado di separare le due nature dell'animo umano, la buona e la malvagia. La sua personalità diventa così scissa in due metà speculari che alternativamente, bevendo la pozione o l'antidoto, prendono possesso del suo corpo e ne trasfigurano l'aspetto. Una sfida contro la natura, quindi, quella di Jekyll, il quale era fermamente ed erroneamente convinto di riuscire a controllare la situazione, ma anche un peso troppo grande, che né la sua anima né il suo corpo, entrambi vittime di continue e incontrollabili trasformazioni, riusciranno a sopportare.
Un'altra figura sinistra di scienziato ideata da Herbert G. Wells è il brillante chirurgo dottor Moreau nel romanzo L'isola del dottor Moreau (The Island of Doctor Moreau, 1896), che in una remota isola del Pacifico si dedica a spericolati esperimenti di vivisezione creando sfortunati esseri ibridi tra animali e uomini, rimanendo infine anch'egli vittima delle sue creazioni. Dal romanzo furono tratti tre film, il più noto dei quali è il classico fantahorror L'isola delle anime perdute (Island of Lost Souls) del 1932 di Erle C. Kenton.
Il film del 1927 Metropolis, diretto dal regista espressionista austriaco Fritz Lang, portò nel cinema l'archetipo dello scienziato pazzo con il personaggio di Rotwang, il genio maligno le cui macchine danno vita alla città distopica che dà il titolo alla pellicola. Il laboratorio di Rotwang influenzò molti dei successivi set cinematografici con i suoi archi elettrici, apparati ribollenti e con file bizzarramente complicate di indicatori e manopole. Interpretato dall'attore Rudolf Klein-Rogge, Rotwang è il prototipo dello scienziato pazzo in conflitto con sé stesso; benché sia padrone di un potere scientifico quasi mistico, egli rimane schiavo dei suoi desideri di potere e vendetta. Anche l'aspetto di Rotwang ebbe la sua influenza: i capelli scompigliati, lo sguardo spiritato e la sua tenuta da laboratorio sono state caratteristiche tutte immediatamente adottate per descrivere l'aspetto dello scienziato pazzo. Persino la sua mano destra meccanica è diventata un marchio del potere scientifico distorto e viene riecheggiata nel Dottor Stranamore di Stanley Kubrick e nel romanzo Le tre stimmate di Palmer Eldritch (1965) dello scrittore statunitense Philip K. Dick.

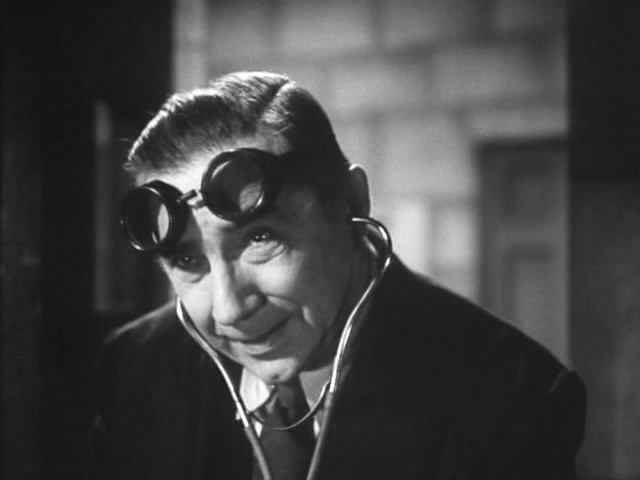
Bela Lugosi nelle vesti di scienziato pazzo nel film horror Notti di terrore (The Devil Bat, 1940)

Cionondimeno, l'impressione essenzialmente benigna e progressista della scienza nella mente del pubblico continuò immutata, esemplificata dall'ottimistica esposizione "Century of Progress" ("secolo del progresso") di Chicago nel 1933 e nell'Esposizione Universale "Building the World of Tomorrow" ("Costruire il mondo di domani") di New York nel 1939. Dopo la prima guerra mondiale, comunque, l'atteggiamento del pubblico iniziò a mutare, almeno un poco, quando la guerra chimica e l'aeroplano divennero le armi più temibili dell'epoca. Ad esempio, di tutta la fantascienza prima del 1914 che trattava della fine del mondo, due terzi riguardava cause naturali (come la collisione con un asteroide), e l'altro terzo era dedicato ad una fine causata dagli esseri umani (di cui metà accidentali e metà volontarie). Dopo il 1914, l'idea di un essere umano che eliminasse il resto dell'umanità divenne una fantasia più immaginabile (anche se era ancora irrealizzabile), e la proporzione passò a due terzi di tutti gli scenari che prevedevano la fine del mondo come prodotti dell'errore o della cattiva intenzione umana. Benché ancora sovrastati dai sentimenti ottimistici, i semi dell'ansietà erano stati piantati.
L'alleato più comune degli scienziati pazzi di quest'epoca era l'elettricità, vista dal pubblico incolto del tempo come forza semi-mistica con proprietà caotiche e imprevedibili, paragonabile alla magia nera, come nel film L'uomo elettrico (Man-Made Monster, 1941).
Una ricerca del 2005 su 1000 film horror distribuiti nel Regno Unito tra gli anni trenta e gli anni ottanta rivela che gli scienziati pazzi o le loro creazioni hanno rappresentato il 30% degli antagonisti nei film; la ricerca scientifica ha prodotto il 39% dei "cattivi"; gli scienziati, all'opposto, hanno rappresentato gli eroi solo nell'11% dei casi.

### Dal 1945

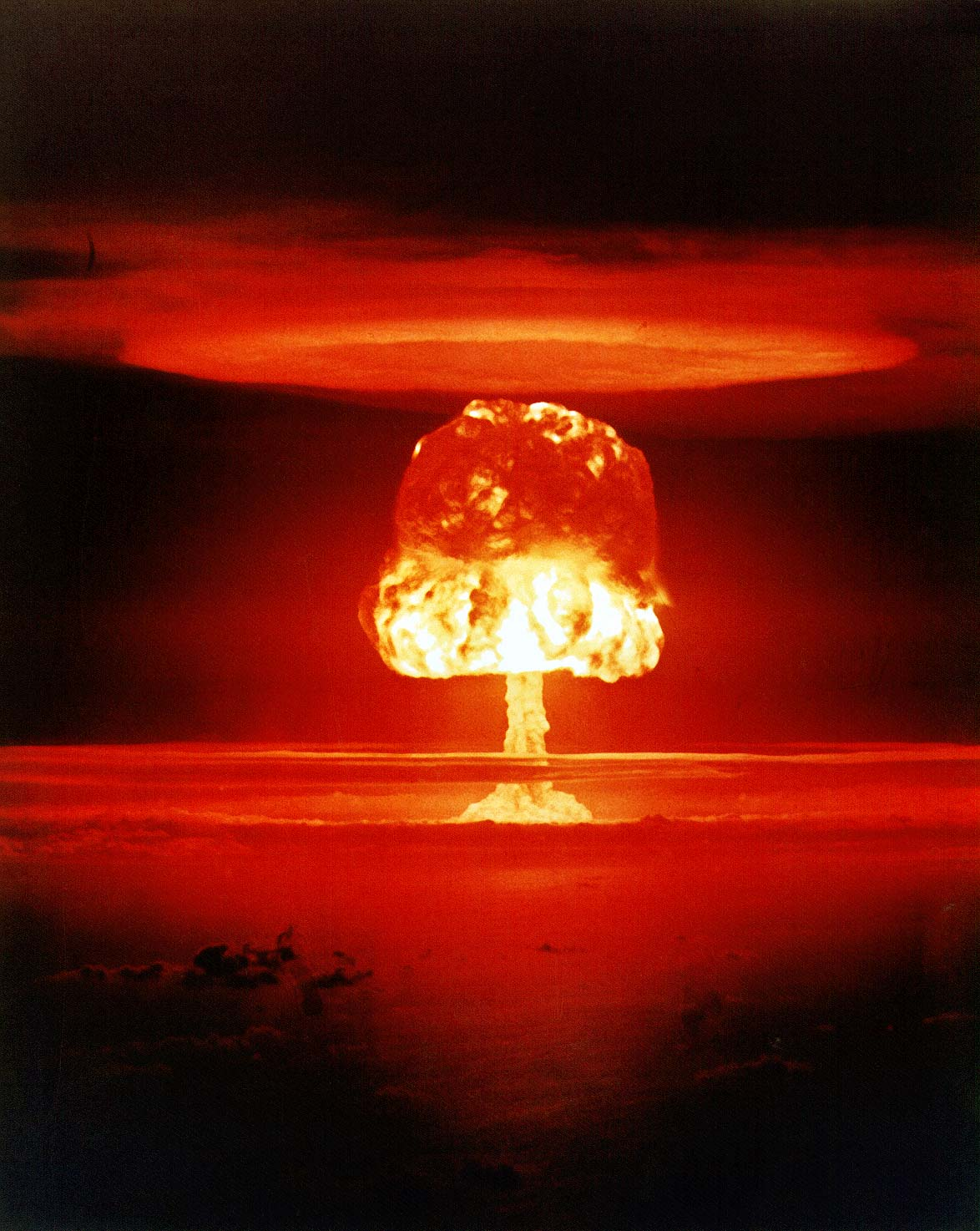
Specie dopo il bombardamento atomico di Hiroshima e Nagasaki uno degli obiettivi preferiti degli scienziati pazzi divenne il ricatto del mondo tramite l'invenzione di una "macchina del giudizio universale"

Gli scienziati pazzi ebbero la loro primavera nella cultura popolare nel periodo che seguì la seconda guerra mondiale. I sadici esperimenti medici nazisti su esseri umani e l'invenzione della bomba atomica diedero luogo ad autentiche paure che la scienza e la tecnologia fossero fuori controllo.
L'accumulo scientifico e tecnologico durante la guerra fredda, con le sue sempre maggiori minacce di distruzione ineguagliata, non aiutarono a ridurre questa impressione. Gli scienziati pazzi comparivano frequentemente nella fantascienza e nelle pellicole dell'epoca. Il film Il dottor Stranamore - Ovvero: come ho imparato a non preoccuparmi e ad amare la bomba, nel quale Peter Sellers recita tra le altre la parte del dottor Stranamore, è forse l'espressione ultima di questa paura del potere della scienza, o del cattivo uso di tale potere.
Le tecniche degli scienziati pazzi cambiarono anche dopo il bombardamento atomico di Hiroshima e Nagasaki. L'elettricità fu rimpiazzata dalle radiazioni, che diventarono il nuovo mezzo per creare, ingrandire o deformare la vita (si veda ad esempio Godzilla). L'obiettivo dello scienziato pazzo divenne spesso il dominio o la distruzione del mondo attraverso la creazione di un'arma finale come una macchina del giudizio universale, in grado di distruggere il pianeta o almeno sterminare l'umanità. Man mano che il livello di istruzione del pubblico cresceva, entrarono in scena l'ingegneria genetica e l'intelligenza artificiale.
In anni più recenti lo scienziato pazzo, visto come investigatore solitario dello sconosciuto e del vietato, ha teso ad essere sostituito dal personaggio del dirigente aziendale pazzo che progetta di trarre profitto, sconfiggendo le leggi della natura e dell'umanità, indipendentemente dalle sofferenze altrui; questi personaggi assumono del personale scientifico stipendiato per dar vita ai propri sogni distorti. Tale spostamento è ben evidenziato dalla storia rivisitata dell'arcinemico di Superman, Lex Luthor: fu concepito in origine negli anni trenta come il tipico scienziato pazzo solitario. Dopo la riscrittura della continuity delle saghe targate DC Comics in seguito a Crisi sulle Terre infinite, a metà degli anni ottanta fu trasformato nel capo di una multinazionale con un ruolo di primo piano nel suo dipartimento di ricerca e sviluppo. Anche il Dottor Male, macchietta parodistica inventata dall'attore canadese Mike Myers, rientra nella categoria degli scienziati pazzi, visti però nella loro veste tragicamente comica.
Gli scienziati pazzi e la relazione tra l'uomo e la tecnologia in generale sono analizzati dal webcomic A Miracle of Science. Nella serie, gli scienziati pazzi sono in realtà vittime del Disordine memetico correlato alla scienza, una malattia memetica contagiosa che provoca un comportamento ossessivo concentrato su alcune forme di tecnologico. A partire dal 2008 viene prodotta Fringe, serie TV con al centro delle vicende alcuni scienziati pazzi senza scrupoli che utilizza il mondo come laboratorio di esperimenti rientranti nella Fringe science. Walter Bishop, uno dei protagonisti, è egli stesso un'esplicita caricatura dello stereotipo di scienziato pazzo.

## Filmografia
Vi è un numero pressoché incalcolabile di opere che vedono lo scienziato pazzo come antagonista (tra questi la serie di film dedicata a James Bond - Agente 007, tratta dai romanzi di Ian Fleming). Di seguito riportiamo solo alcuni dei film in cui lo scienziato pazzo gioca un ruolo da protagonista.

Rudolf Klein-Rogge nei panni del Dottor Mabuse, nel classico film Il dottor Mabuse del 1922 di Fritz Lang.

- Il dottor Mabuse (Dr. Mabuse, der Spieler - Ein Bild der Zeit) di Fritz Lang (1922), primo film di una trilogia
- Metropolis di Fritz Lang (1927)
- Frankenstein (1931) di James Whale (per un elenco di film ispirati al romanzo di Mary Wollstonecraft Shelley vedi Frankenstein nella cinematografia)
- Il testamento del dottor Mabuse (Das Testament des Dr. Mabuse) di Fritz Lang (1933), secondo film della trilogia di Mabuse
- L'uomo invisibile (The Invisible Man, 1933) di James Whale, tratto dall'omonimo racconto di H. G. Wells; ha dato vita ad un intero filone di pellicole dedicate all'inquietante personaggio protagonista
- La città perduta (The Lost City, 1935) di Harry Revier
- Il dottor Cyclops (Dr. Cyclops, 1940) di Ernest Beaumont Schoedsack
- Topolino e lo scienziato pazzo (1933) un cartone della Disney in cui Topolino cerca di salvare Pluto da uno scienziato pazzo.
- Il dottor Jekyll e mr. Hyde (Dr. Jekyll and Mr. Hyde, Stati Uniti 1941) di Victor Fleming, con Spencer Tracy, è probabilmente la versione rimasta più celebre del romanzo di Stevenson (per un elenco degli altri film vedi Lo strano caso del dr. Jekyll e mr. Hyde#Filmografia)
- L'esperimento del dottor K. (The Fly, 1958) di Kurt Neumann
- Il diabolico dottor Mabuse (Die Tausend Augen des Dr. Mabuse) di Fritz Lang (1960), terzo film della trilogia di Mabuse
- Il diabolico dottor Satana (Gritos en la noche) di Jesús Franco (1961), primo di una serie di cinque film dedicata al sinistro personaggio del Dottor Orloff
- Il dottor Stranamore - Ovvero: come ho imparato a non preoccuparmi e ad amare la bomba (Dr. Strangelove, or: How I Learned to Stop Warrying and Love the Bomb, 1964), film satirico di Stanley Kubrick
- The Rocky Horror Picture Show, musical del 1973, reinterpretazione moderna del Frankenstein
- L'invenzione di Morel (1974) di Emidio Greco (dall'omonimo romanzo di Bioy Casares)
- L'isola del dottor Moreau (The Island of Dr. Moreau, 1977) di Don Taylor (dall'omonimo romanzo di Herbert G. Wells)
- Il buco nero (The Black Hole, 1979) di Gary Nelson
- Saturn 3 (1980) di Stanley Donen
- Ritorno al futuro, trilogia di Robert Zemeckis (in questo caso lo "scienziato pazzo" sarebbe il dottor Emmett L. Brown, che però è sano di mente, buono ma maldestro)
- Edward mani di forbice (Edward Scissorhands, 1990) di Tim Burton
- L'isola perduta (The Island of Dr. Moreau, 1997) di John Frankenheimer (dal romanzo di Herbert G. Wells)
- Metropolis (Osamu Tezuka's Metropolis, 2001) di Rintarō
- Mostri contro alieni (Monsters vs. Aliens, 2009) di Rob Letterman, Conrad Vernon

## Fumetti, illustrazioni, videogiochi
- Pier Cloruro de' Lambicchi, personaggio del Corriere dei Piccoli degli anni trenta
- Virus, noto anche come Virus, il mago della foresta morta. Personaggio di Federico Pedrocchi e Walter Molino, pubblicato per la prima volta nel 1939.
- Lex Luthor, nemesi di Superman nei fumetti della DC Comics
- Lo Spaventapasseri, al secolo dottor Jonathan Crane, supercriminale che compare nelle storie di Batman.
- Morgan Fairfax, Leonard Vertighel, Ewan Loke e Vulnus Vendor, nemici di Paperinik/Pikappa nelle serie di fumetti Disney Italia PK.
- I protagonisti del cartone animato Mignolo e Prof sono due topi che vogliono conquistare il mondo.
- Norton Pandemonium, "il terribile scienziato pazzo" della serie animata Cip & Ciop agenti speciali.
- Il Dottor Destino, nemesi dei Fantastici Quattro della Marvel Comics.
- Il Dottor Octopus, nemico dell'Uomo Ragno.
- Baxter Stockman, nemico delle tartarughe ninja.
- Desty Nova, nel manga Alita l'angelo della battaglia.
- Il Dottor Hell (Dottor Inferno), nel manga e nell'anime Mazinga Z, nemico del protagonista.
- Sulle pagine di Zagor troviamo, tra i suoi più irriducibili avversari, lo scienziato, pazzo ma ingegnosissimo, Hellingen, che nella fantasia di Sergio Bonelli riesce già nel XIX secolo a creare praticamente dal nulla computer, televisori, robot, lampade elettriche, V2 e altri meccanismi. Un altro scienziato, anch'egli creatore di armi avveniristiche, monomaniaco ma non malvagio, è il professor Adolfo Verybad, che, contrariamente a Hellingen, è amico di Zagor.
- Mayuri Kurotsuchi e Szayel Aporro Grantz dal manga e anime Bleach.
- Franken Stein dal manga e anime Soul Eater.
- H.G. Wells appare come scienziato pazzo in una serie a fumetti della Sergio Bonelli editore, Dylan Dog. Inoltre la sua figura viene utilizzata in alcuni episodi della serie Martin Mystère della stessa casa editrice.
- Baxter Stockman, creatore degli androidi caccia-roditori noti come "Mouser" appare sia nel fumetto originale che nella prima serie animata dedicata alle Tartarughe Ninja. Nella versione cartacea ha la particolarità di essere uno dei pochi Scienziati Pazzi di colore.
- Il professor Soichi Tomoe in Sailor Moon, leader dei Death Busters o Esercito del Silenzio (sebbene carattere e storia del personaggio siano molto diversi fra la versione a fumetti e quella a cartoni animati)
- Rintarō Okabe, o come si fa chiamare: Hoiuin Kyouma, è il protagonista dell'anime Steins;Gate e definisce se stesso come scienziato pazzo (mad scientist). Si veste con il tipico camice bianco, ha una risata a dir poco superba e usa pose molto stravaganti.
- Doctor Nefasto di Lorenzo Mattotti e Jerry Kramsky.
- Il Dr. Gelo nel manga e anime Dragon Ball Z e il Dr. Mieu nell'anime Dragon Ball GT.
- Il Professor Farnsworth in Futurama ne è una parodia.
- Caesar Clown nel manga e anime One Piece.
- Il dottor Crayborn, nemico finale nel videogioco arcade Undercover Cops.
- Il dottor Roy Curien, nell'arcade sparatutto The House of the Dead.
- Il chimico e hacker Nick Donaugau, uno dei boss nel videogioco arcade The Super Spy.
- Il Dottor Cerebral, nel cartone animato Atomic Betty.
- Il Professor Leonard, nel cartone animato Tommy & Oscar.
- Dottor Medusa, in Sharky & George.
- Il Professor Funt, nel cartone animato Ti voglio bene Denver.
- Il dr. Crygor della serie di giochi WarioWare.
- Guillaume, uno dei vampiri-boss nel videogioco arcade Vampire Night.
- Il Dottor Neo Cortex, antagonista principale della serie videoludica di Crash Bandicoot.
- Il Dottor Eggman, antagonista principale della serie videoludica di Sonic.
- "The Muddy" è il nome di battaglia dello scienziato pazzo, massimo antagonista, nell'arcade Mr. Heli.
- Astro Guy, uno dei sei protagonisti nell'arcade King of the Monsters, è uno scienziato pazzo tramutatosi in mostro.
- Nel videogioco arcade Metal Slug 3, uno dei vari anelli della saga di Metal Slug, viene rielaborata la vicenda del romanzo L'isola del dottor Moreau, ma lo scienziato pazzo non appare mai: in compenso sono presenti gli animali da lui sottoposti a esperimenti, che figurano tra i nemici del gioco (ma solo nel primo livello). Nel successivo capitolo Metal Slug 4, invece, il capo dei nemici è lo scienziato pazzo Amadeus, coadiuvato dai suoi assistenti armati di fucili i cui proiettili possono trasformare i protagonisti in scimmiette.
- Nel videogioco arcade Night Slashers uno dei boss è uno scienziato pazzo.
- Gli inquilini dei quattro grattacieli nel videogioco arcade Crazy Climber sono tutti scienziati pazzi che tentano di far precipitare il protagonista del gioco, uno stuntman, buttandogli addosso vasi e recipienti per liquidi.
- Uno dei boss di Cuphead, Mark Ingegno, è uno scienziato pazzo che ha costruito un enorme robot di nome Automaton con gli scarti di una discarica.

## Letteratura
- In Lunedì inizia sabato dei fratelli Strugackij (1965) il dottore di scienze Ambroise Ambroisovič Vybegallo, membro del dipartimento di Conoscenza Assoluta dell'ISSTEMS (Istituto di ricerca scientifica e tecnologica per la magia e la stregoneria) di Solovets, conduce esperimenti nel campo dell'eugenetica con tre modelli sperimentali di uomo. L'uomo "completamente insoddisfatto", l'uomo "gastricamente insoddisfatto" e l'uomo "completamente soddisfatto". Lo scienziato-mago è guidato dalla più becera demagogia e non si accorge neppure che le sue idee strampalate stanno portando alla distruzione dell'universo. Il personaggio è direttamente ispirato al genetista sovietico Trofim Lysenko.
- In Timequake di Kurt Vonnegut, del 1997 (titolo italiano: Cronosisma, 1998), lo scienziato Dr. Fleon Sunoco si convince che le persone che manifestano propensioni geniali sono eterodirette per mezzo di un dispositivo radio installato nei loro cervelli, che "suggerisce" loro le grandi scoperte scientifiche dell'umanità, da quelle Pitagora alla Teoria della relatività di Albert Einstein. La scoperta di questo paradosso lo galvanizza e lo rende così sicuro di meritare il Premio Nobel da spingerlo a scegliere gli abiti per recarsi a Stoccolma. Ma presto si rende conto che anche la sua portentosa scoperta scientifica è vittima del paradosso sulla mancanza di libero arbitrio in quanto acquisizione geniale, anch'essa non è una genuina creazione della mente umana, ma il frutto dell'eterodirezione che agisce sui cervelli umani. Riconoscendo di non avere alcun merito scientifico si suicida lanciandosi dalla finestra con indosso il frac appena comprato per la cerimonia del Nobel.

## Televisione
- Il laboratorio di Dexter, serie animata statunitense prodotta dalla Cartoon Network, incentrata sulla caricatura di uno scienziato pazzo in erba.
- Milo Rambaldi, visionario inventore rinascimentale, attorno alle cui invenzioni e profezie sono incentrati molti episodi della serie televisiva drammatica Alias.
- Walter Bishop, uno dei protagonisti della serie fantascientifica Fringe, è letteralmente uno scienziato "pazzo" in quanto oltre ad essere un autentico genio scientifico ha trascorso 17 anni rinchiuso in un manicomio.
- Rick Sanchez, protagonista della serie animata statunitense Rick and Morty, è uno scienziato pazzo virtualmente onnipotente.
- il Dottor Heinz Doofenshmirtz, protagonista secondario della serie Phineas e Ferb, é uno scienziato pazzo.

## Musica

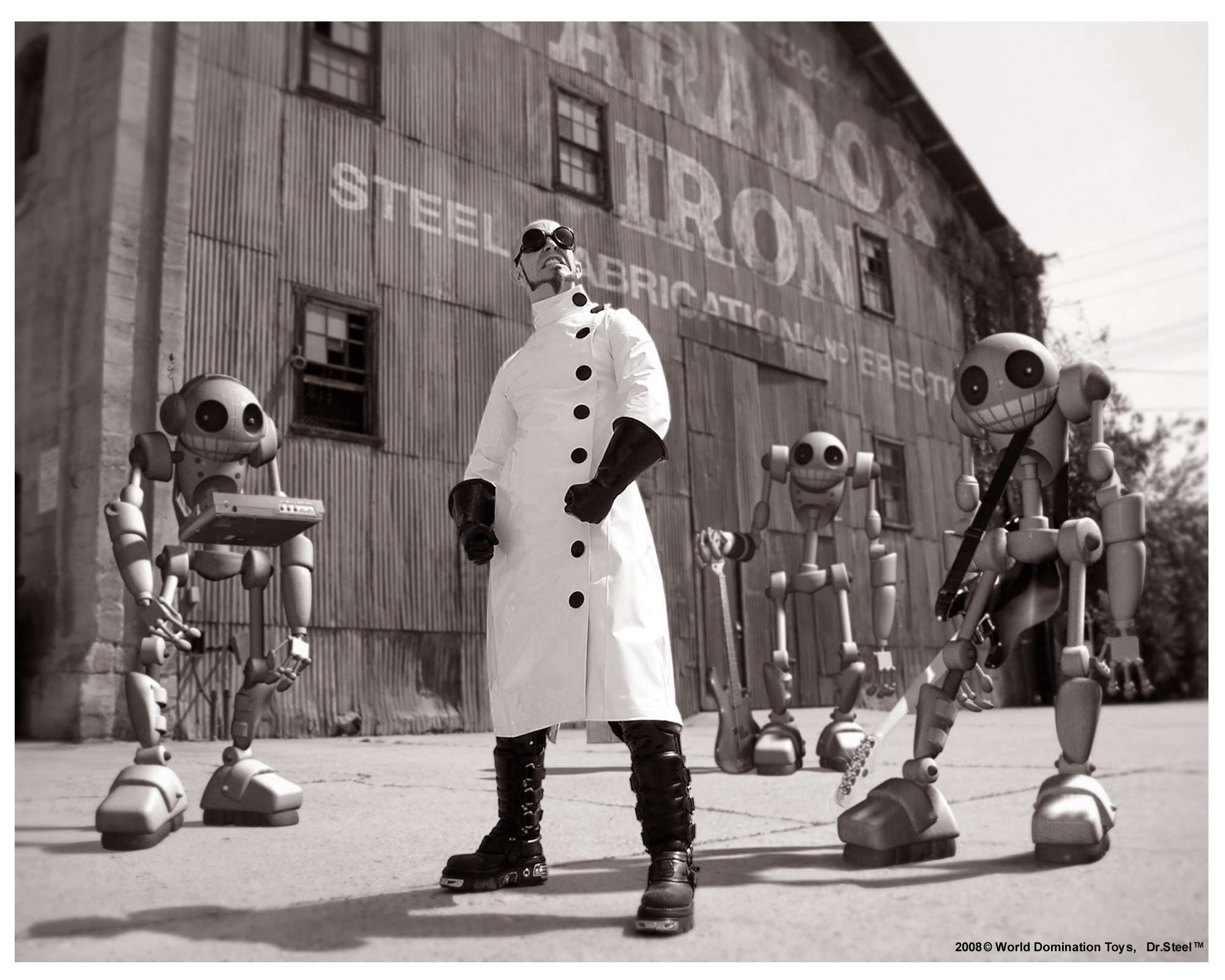
Doctor Steel e la sua banda di robot

- Doctor Steel è un musicista statunitense, attivo dal 1999, che utilizza l'immagine stereotipata dello scienziato pazzo.

## Giocattoli
Nel 1988 è uscita una linea di giocattoli prodotta da Mattel, denominata "Scienziato Pazzo", la cui mascotte era un vecchio scienziato con un sorriso a 32 denti che mulinava le braccia quando parlava, di nome Sy N. Tyst. I giocattoli di questa linea includevano:
- un kit per la "dissezione di un alieno", chiamato "Schifido" nella pubblicità, che comprendeva un pupazzo raffigurante un alieno con la pancia trasparente apribile; diversi "organi" da inserire nella pancia dell'alieno come in un puzzle; un bisturi di plastica e un barattolo di liquido gelatinoso fosforescente denominato "sangue d'alieno"
- il "Laboratorio dei mostri", chiamato "Mostrido" nella pubblicità, che comprendeva una vasca da riempire d'acqua; diversi "scheletri" di plastica di forma diversa e con parti intercambiabili; un barattolo di pasta per modellare di colore verde opaco da applicare agli scheletri, denominata "carne di mostro"; bustine di "formula segreta per schiuma" (in realtà bicarbonato di sodio) da mischiare alla pasta quando si modella un mostro e bustine di "polvere per rimuovere la carne di mostro" (in realtà acido citrico cristallizzato) da sciogliere nell'acqua della vasca. Immergendo nella vasca un mostro così modellato, l'acido citrico reagiva con il bicarbonato, facendo staccare la "carne di mostro" dallo scheletro
- un kit per la creazione di "massa fosforescente", che comprendeva un recipiente di plastica trasparente; bustine di "massa istantanea" (in realtà poliacrilato di sodio), bustine di "luce polverizzata" (in realtà solfuro di zinco) e un barattolo di pasta per modellare di colore rosso traslucido denominata "ghiaccio mostro". Miscelando le due polveri nel recipiente e sciogliendole in acqua, il poliacrilato di sodio (una sostanza capace di assorbire da 200 a 300 volte la sua massa in acqua) assorbiva l'acqua versata formando una massa gelatinosa, che il solfuro di zinco rendeva fosforescente. Le istruzioni suggerivano di usare il "ghiaccio mostro" per formare sacche schiacciabili in cui mettere la massa fosforescente per poi schizzarla fuori
- Barattoli di pasta per modellare "carne di mostro" e "ghiaccio mostro" venduti insieme a stampini per creare mostriciattoli
- Barattoli di gelatina fosforescente "sangue d'alieno" venduti insieme a mostriciattoli di plastica in cui lo si poteva versare e farlo fuoriuscire schiacciandoli

Il popolare marchio LEGO ha fornito 2 sue versioni dello scienziato pazzo; la prima, uscita nel 2001, rappresentava l'omino con un inquietante sorriso a 32 denti e un paio di grossi occhiali tondi al cui interno si vedevano pupille color rosso sangue; questo scienziato rappresentava il dottor Frankenstein, infatti, nel set era presente anche la sua creatura. La seconda versione, uscita nel 2008, faceva parte della serie "Agents" e l'omino aveva capelli che nella forma ricordavano vagamente una fiamma, l'occhio destro spiritato e il braccio destro completamente robotizzato.